# Love You Like a Love Song
Love You Like a Love Song (Обичам те като любовна песен) е песен на американската група Selena Gomez & the Scene.
Песента е издадена на 17 юни 2011 г. в дигитал формат като втори сингъл от третия албума на групата When The Sun Goes Down. Според Холивуд Рекърдс, Love You Like a Love Song е продала 500 000 копия.

## Музикално видео
Официалната онлайн премиера на видеото се състоя на 23 юни 2011 г. в канала на VEVO в YouTube. Клипът започва със Селена Гомес, стояща в японски караоке клуб и пеещ мъж Naturally фалшиво. След това Гомес се качва на сцената и започва да пее, а зад нея се показва видеото. Първата тема е хипи преживелица с рус мъж с дълга коса и Гомес, разхождащи се по виолетовия плаж. Втората сцена е облечена в бяло и седнала върху пиано, което се намира на върха на облаци. След това е облечена в рокля в стил вихър през 50-те години на миналия век. Най-накрая Гомес се опитва да счупи пинята със светлинна сабя, заобиколена от Мариачи. После пак се връща в караоке бара.